# مخملية
المُخْمَلِيَّة  (باللاتينية: Tagetes) هو جنس نباتي يتبع الفصيلة النجمية ويضم 56 نوعاً من النباتات الحولية والمعمرة معظمها عشبية. الموطن الأصلي لهذا الجنس هو العالم الجديد.

## من أنواع المخملية
- المخملية الدقيقة (باللاتينية: Tagetes minuta)
- الرقيقة الأوراق (باللاتينية: Tagetes tenuifolia)
- المخملية القائمة (باللاتينية: Tagetes erecta)
- المخملية اللامعة (باللاتينية: Tagetes lucida)
- المخملية المنتشرة (باللاتينية: Tagetes patula)